# Pailloles
Pailloles est une commune du Sud-Ouest de la France, située dans le département de Lot-et-Garonne, en région Nouvelle-Aquitaine.

## Géographie

### Généralités
Dans le quart nord-est du département de Lot-et-Garonne, la commune de Pailloles s'étend sur 9,16 km2. Située dans l'aire d'attraction de Villeneuve-sur-Lot, elle est bordée à l'ouest par la Sône et par son affluent le ruisseau de Lamidon, et arrosée par l'Aygue Rousse. Ces cours d'eau font partie du bassin versant de la Lède, un affluent du Lot.
L'altitude minimale, 54 mètres, est localisée à l'extrême sud, là où l'Aygue Rousse quitte le territoire communal pour servir de limite entre Casseneuil et Lédat. L'altitude maximale avec 180 mètres se trouve dans le nord-est, au sud du lieu-dit Négrou.
En bordure de la route départementale 430, le petit bourg de Pailloles est situé neuf kilomètres au nord-ouest de Villeneuve-sur-Lot, la sous-préfecture, et autant au nord-est de Sainte-Livrade-sur-Lot.
Dans l'est, la route nationale 21 borde la commune sur un kilomètre, en limite de celle de Castelnaud-de-Gratecambe.

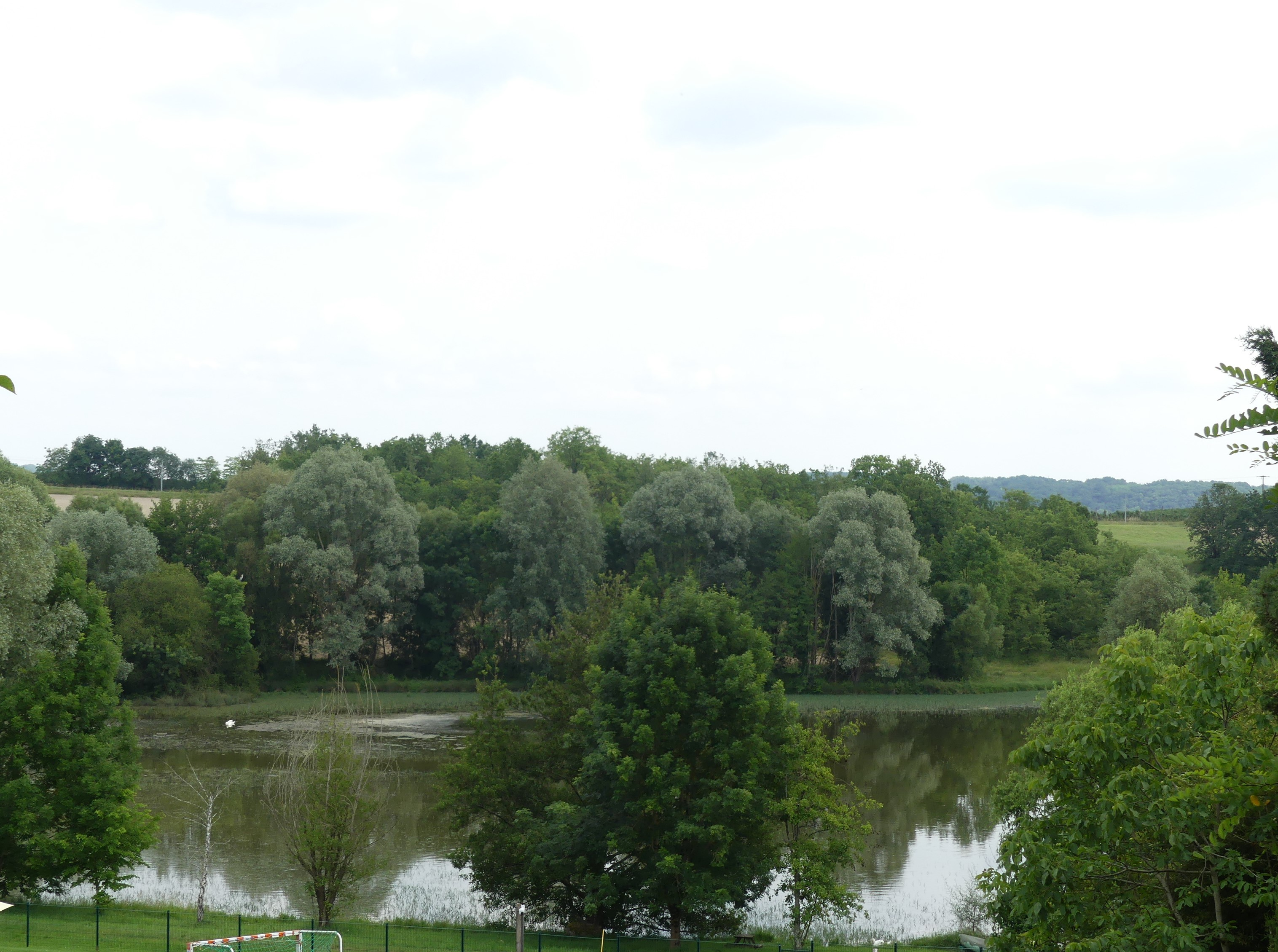
Étang alimenté par l'Aygue Rousse au lieu-dit Glaudou Bas.
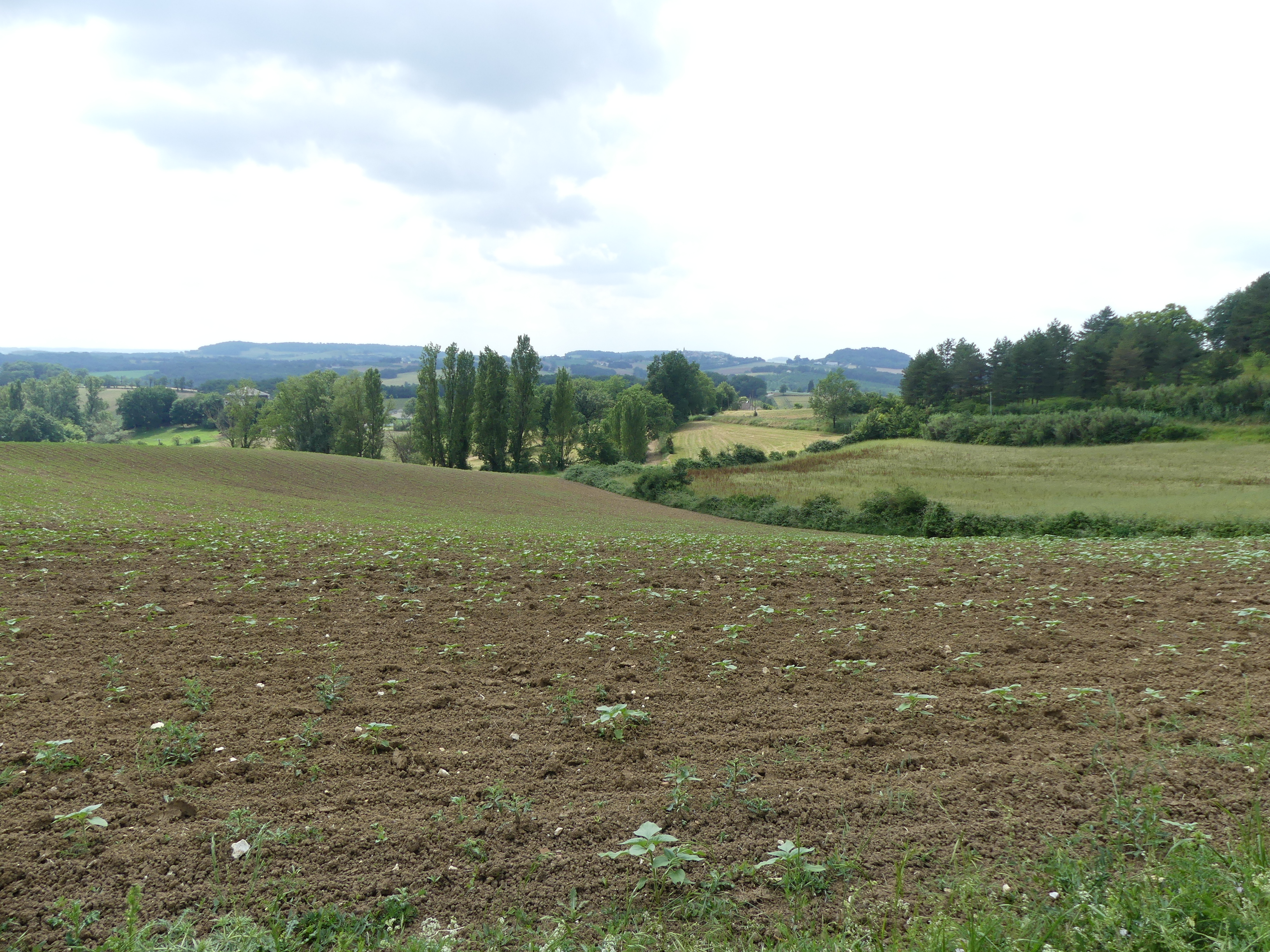
Paysage vers Sénézelles.

### Communes limitrophes
Pailloles est limitrophe de cinq autres communes. À l'est, son territoire est distant de 500 mètres de celui de Villeneuve-sur-Lot.
|               | Beaugas   | Castelnaud-de-Gratecambe |
| Saint-Pastour | Pailloles |                          |
| Casseneuil    |           | Lédat                    |

### Climat
Pour des articles plus généraux, voir Climat de la Nouvelle-Aquitaine et Climat de Lot-et-Garonne.
Historiquement, la commune est exposée à un climat océanique aquitain.  
En 2020, Météo-France publie une typologie des climats de la France métropolitaine dans laquelle la commune est exposée à un climat océanique altéré et est dans la région climatique Aquitaine, Gascogne, caractérisée par une pluviométrie abondante au printemps, modérée en automne, un faible ensoleillement au printemps, un été chaud (19,5 °C), des vents faibles, des brouillards fréquents en automne et en hiver et des orages fréquents en été (15 à 20 jours).
Pour la période 1971-2000, la température annuelle moyenne est de 12,8 °C, avec une amplitude thermique annuelle de 15,4 °C. Le cumul annuel moyen de précipitations est de 834 mm, avec 11,3 jours de précipitations en janvier et 6,7 jours en juillet. Pour la période 1991-2020, la température moyenne annuelle observée sur la station météorologique la plus proche, située sur la commune de Cancon à 7 km à vol d'oiseau, est de 13,4 °C et le cumul annuel moyen de précipitations est de 852,4 mm,. Pour l'avenir, les paramètres climatiques de la commune estimés pour 2050 selon différents scénarios d’émission de gaz à effet de serre sont consultables sur un site dédié publié par Météo-France en novembre 2022.

## Urbanisme

### Typologie
Au 1er janvier 2024, Pailloles est catégorisée commune rurale à habitat dispersé, selon la nouvelle grille communale de densité à sept niveaux définie par l'Insee en 2022.
Elle est située hors unité urbaine. Par ailleurs la commune fait partie de l'aire d'attraction de Villeneuve-sur-Lot, dont elle est une commune de la couronne,. Cette aire, qui regroupe 34 communes, est catégorisée dans les aires de 50 000 à moins de 200 000 habitants,.

### Occupation des sols

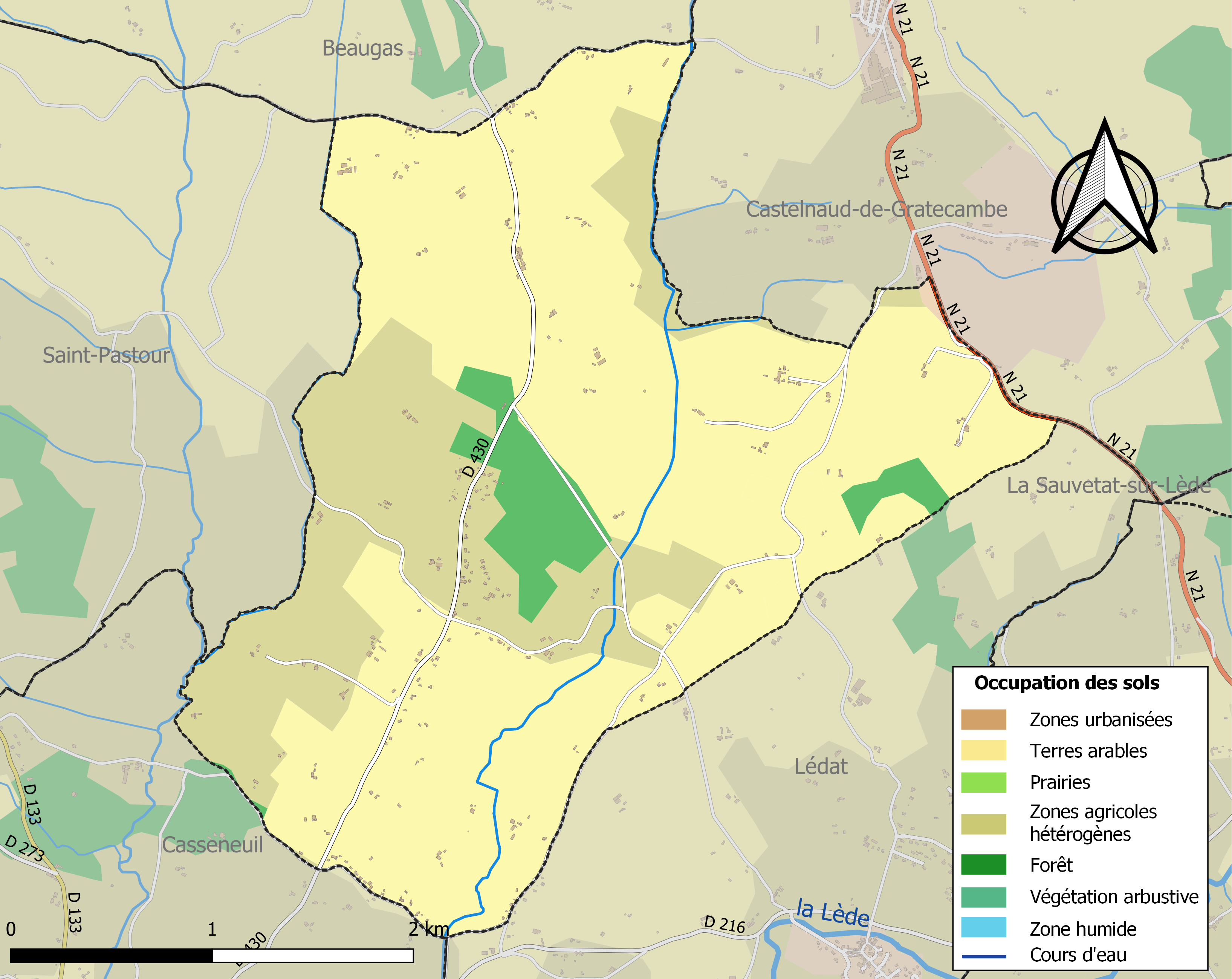
Carte des infrastructures et de l'occupation des sols de la commune en 2018 (CLC).

L'occupation des sols de la commune, telle qu'elle ressort de la base de données européenne d’occupation biophysique des sols Corine Land Cover (CLC), est marquée par l'importance des territoires agricoles (94,5 % en 2018), une proportion sensiblement équivalente à celle de 1990 (94,6 %). La répartition détaillée en 2018 est la suivante : 
terres arables (67,5 %), zones agricoles hétérogènes (24,8 %), forêts (5,4 %), cultures permanentes (2,1 %), espaces verts artificialisés, non agricoles (0,1 %). L'évolution de l’occupation des sols de la commune et de ses infrastructures peut être observée sur les différentes représentations cartographiques du territoire : la carte de Cassini (XVIIIe siècle), la carte d'état-major (1820-1866) et les cartes ou photos aériennes de l'IGN pour la période actuelle (1950 à aujourd'hui).

### Risques majeurs
Le territoire de la commune de Pailloles est vulnérable à différents aléas naturels : météorologiques (tempête, orage, neige, grand froid, canicule ou sécheresse), mouvements de terrains et séisme (sismicité très faible). Un site publié par le BRGM permet d'évaluer simplement et rapidement les risques d'un bien localisé soit par son adresse soit par le numéro de sa parcelle.
Les mouvements de terrains susceptibles de se produire sur la commune sont des affaissements et effondrements liés aux cavités souterraines (hors mines) et des tassements différentiels. Afin de mieux appréhender le risque d’affaissement de terrain, un inventaire national permet de localiser les éventuelles cavités souterraines sur la commune.

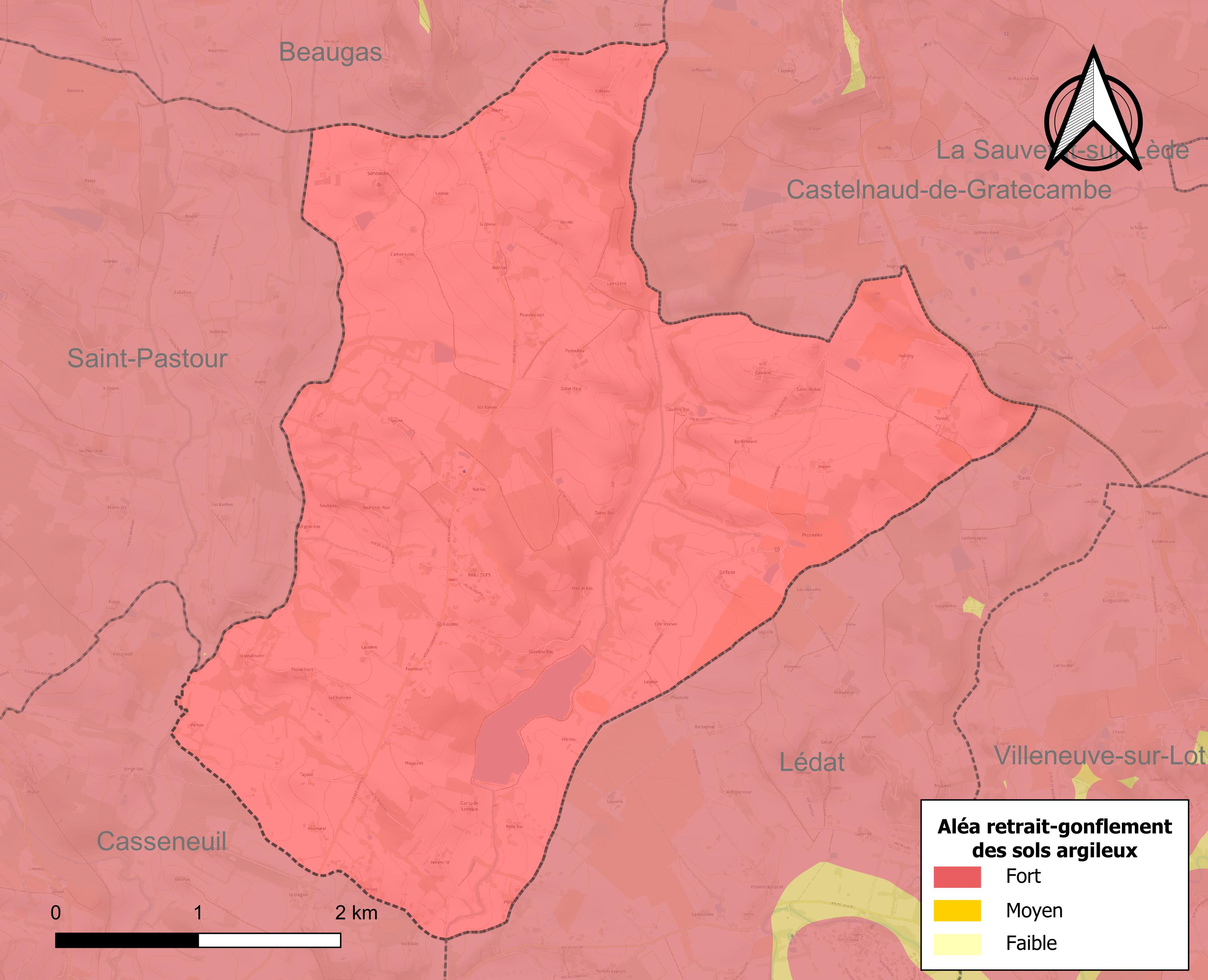
Carte des zones d'aléa retrait-gonflement des sols argileux de Pailloles.

Le retrait-gonflement des sols argileux est susceptible d'engendrer des dommages importants aux bâtiments en cas d’alternance de périodes de sécheresse et de pluie. La totalité de la commune est en aléa moyen ou fort (91,8 % au niveau départemental et 48,5 % au niveau national). Depuis le 1er octobre 2020, en application de la loi ELAN, différentes contraintes s'imposent aux vendeurs, maîtres d'ouvrages ou constructeurs de biens situés dans une zone classée en aléa moyen ou fort,.
La commune a été reconnue en état de catastrophe naturelle au titre des dommages causés par les inondations et coulées de boue survenues en 1982, 1993, 1999, 2006 et 2009, par la sécheresse en 1989, 2003, 2005, 2011 et 2017 et par des mouvements de terrain en 1999.

## Toponymie
Sur la carte de Cassini représentant la France entre 1756 et 1789, le village est appelé les Pailloles.
Son nom dérive du latin palea signifiant paille et correspondant à un lieu de conservation de la paille.

## Histoire
Avant la révolution française les paroisses servaient de subdivision administrative à l’intérieur des juridictions seigneuriales. La juridiction et seigneurie de Casseneuil était constitué par six paroisses : Casseneuil, Campagnac, Le Ledat (pour partie), Pailloles, Mazérac et Sénézelles.
Le 22 décembre 1789, l’assemblée nationale supprime les anciennes provinces en créant les départements, cantons et communes.
Le 04 mars 1790, les paroisses de Pailloles, Mazérac et Sénézelles (pour partie) sont réunies et donnent naissance à la Commune de Pailloles.

## Politique et administration

### Liste des maires
| Période                                  | Période  | Identité      | Étiquette | Qualité      |
| ---------------------------------------- | -------- | ------------- | --------- | ------------ |
| Les données manquantes sont à compléter. |          |               |           |              |
|                                          |          |               |           |              |
| mars 2001                                | 2014     | Guy Gerbeau   |           | Retraité DDE |
| mars 2014                                | En cours | Henri Mattana |           |              |

## Population et société

### Démographie
L'évolution du nombre d'habitants est connue à travers les recensements de la population effectués dans la commune depuis 1800. Pour les communes de moins de 10 000 habitants, une enquête de recensement portant sur toute la population est réalisée tous les cinq ans, les populations de référence des années intermédiaires étant quant à elles estimées par interpolation ou extrapolation. Pour la commune, le premier recensement exhaustif entrant dans le cadre du nouveau dispositif a été réalisé en 2006.

En 2022, la commune comptait 314 habitants, en évolution de −6,82 % par rapport à 2016 (Lot-et-Garonne : −0,18 %, France hors Mayotte : +2,11 %).
| 1800 | 1806 | 1821 | 1831 | 1836 | 1841 | 1846 | 1851 | 1856 |
| ---- | ---- | ---- | ---- | ---- | ---- | ---- | ---- | ---- |
| 416  | 438  | 415  | 533  | 457  | 406  | 381  | 410  | 413  |

| 1861 | 1866 | 1872 | 1876 | 1881 | 1886 | 1891 | 1896 | 1901 |
| ---- | ---- | ---- | ---- | ---- | ---- | ---- | ---- | ---- |
| 363  | 331  | 331  | 288  | 311  | 288  | 259  | 279  | 278  |

| 1906 | 1911 | 1921 | 1926 | 1931 | 1936 | 1946 | 1954 | 1962 |
| ---- | ---- | ---- | ---- | ---- | ---- | ---- | ---- | ---- |
| 247  | 248  | 204  | 227  | 237  | 251  | 266  | 266  | 215  |

| 1968 | 1975 | 1982 | 1990 | 1999 | 2006 | 2011 | 2016 | 2021 |
| ---- | ---- | ---- | ---- | ---- | ---- | ---- | ---- | ---- |
| 230  | 192  | 246  | 260  | 281  | 326  | 340  | 337  | 319  |

| 2022 | - | - | - | - | - | - | - | - |
| ---- | - | - | - | - | - | - | - | - |
| 314  | - | - | - | - | - | - | - | - |

## Culture locale et patrimoine

### Lieux et monuments
- Château de Sénézelles.
- Église Saint-Gervais-et-Saint-Protais, ou église Saint-Gervais de Pailloles[27].
- Église Saint-Pierre-ès-Liens ou église Saint-Pierre de Sénézelles[28].

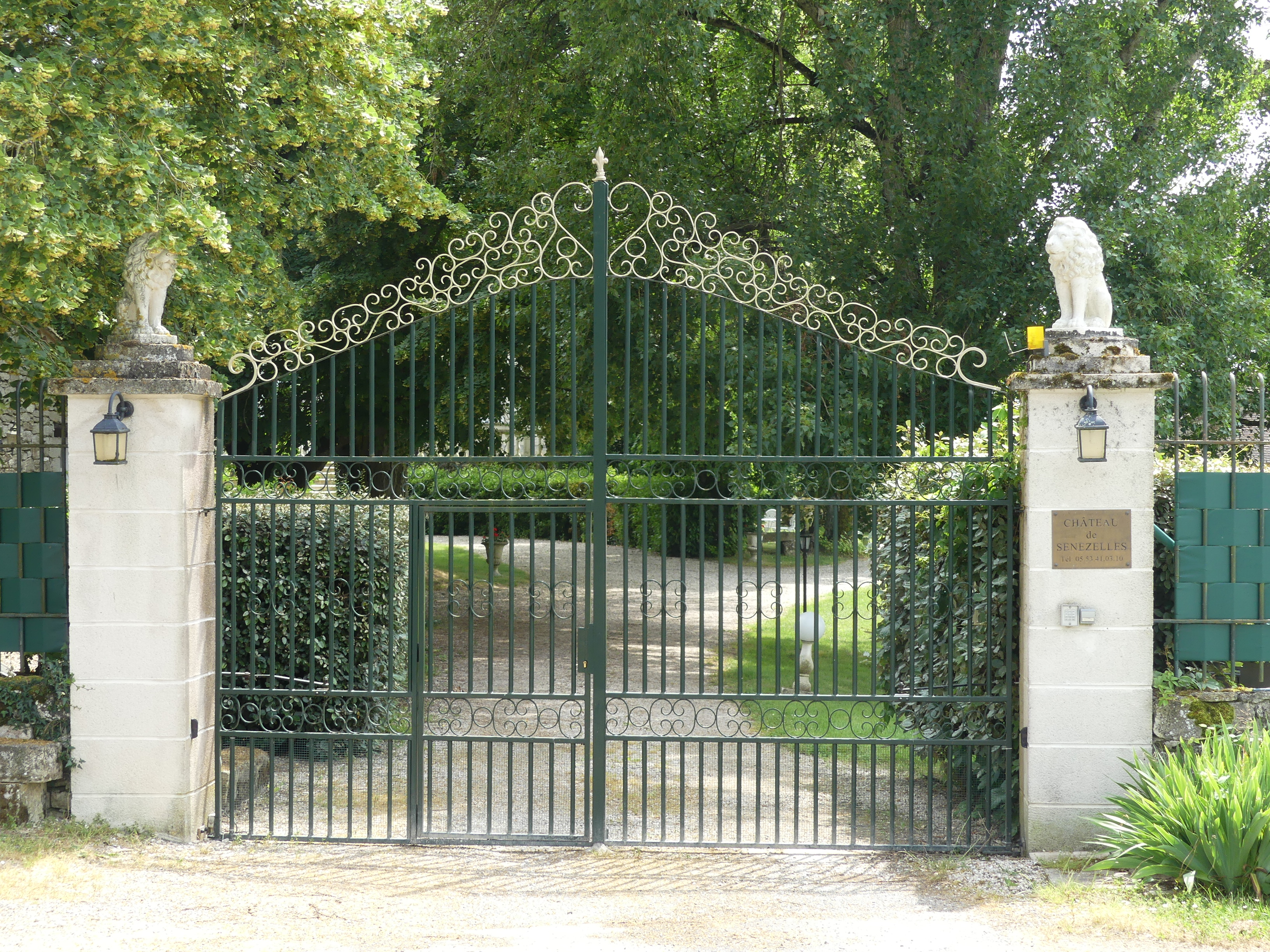
La grille d'entrée au château de Sénézelles.
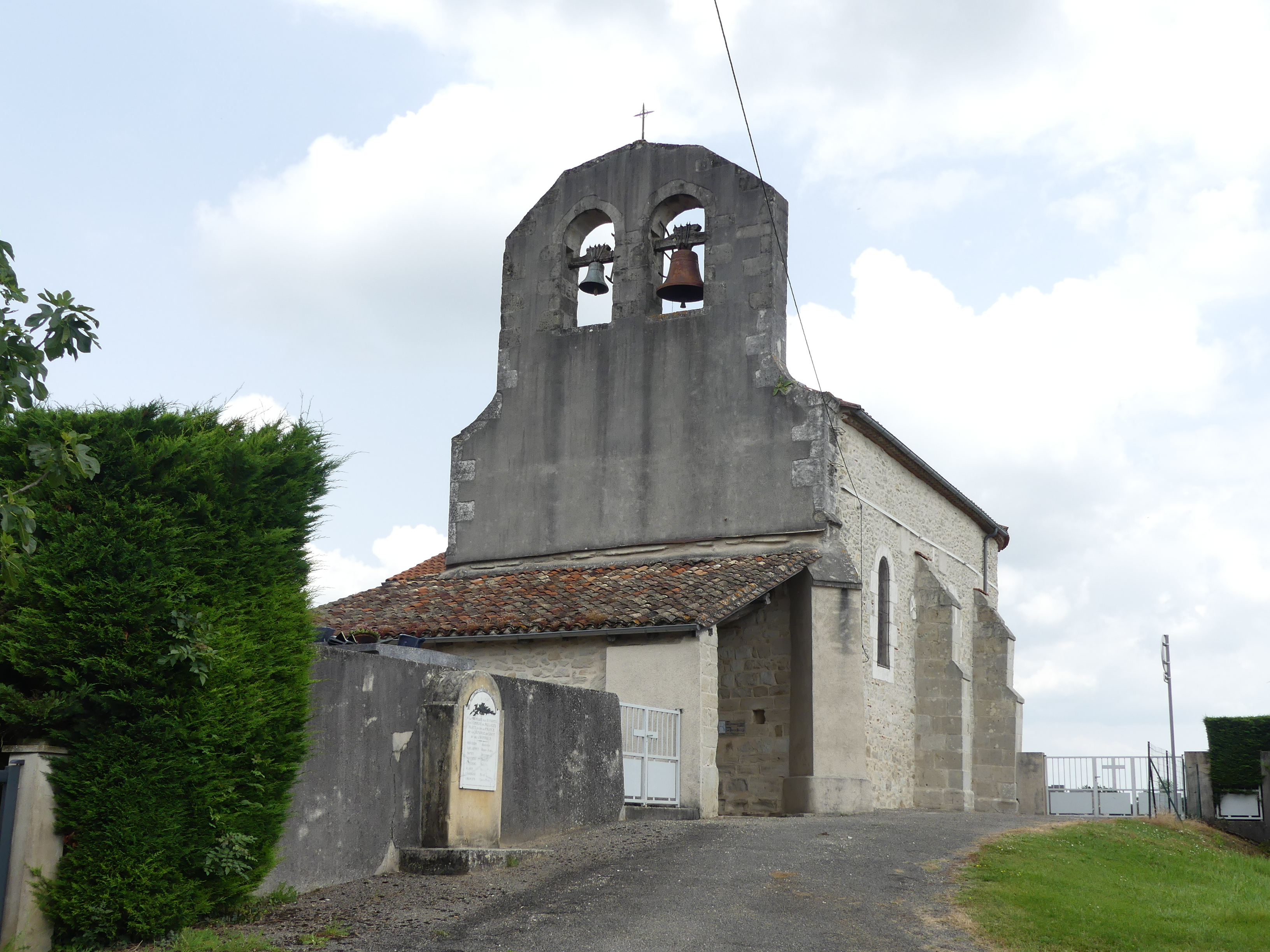
L'église Saint-Gervais-et-Saint-Protais.
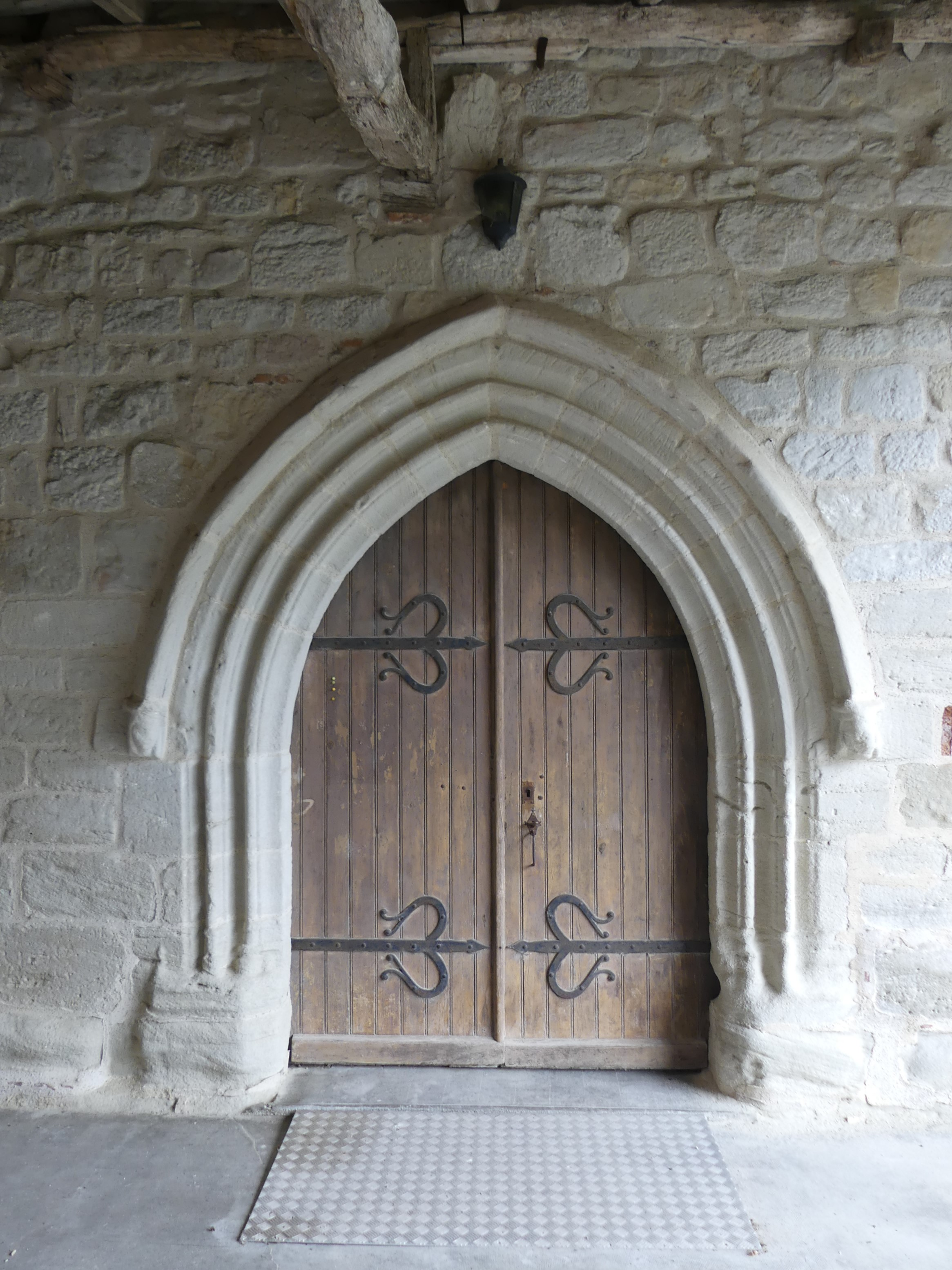
Son portail
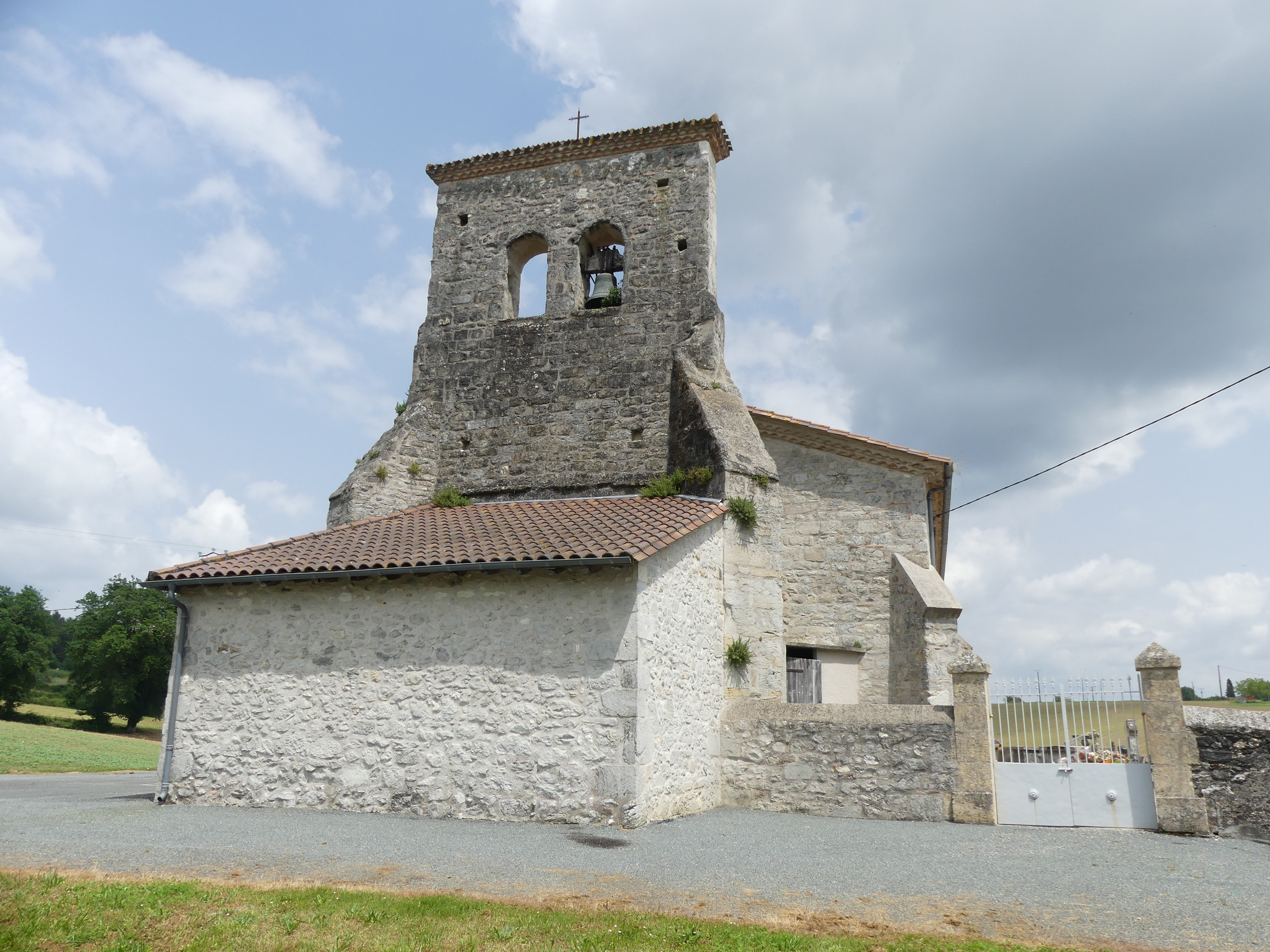
L'église Saint-Pierre-ès-Liens.
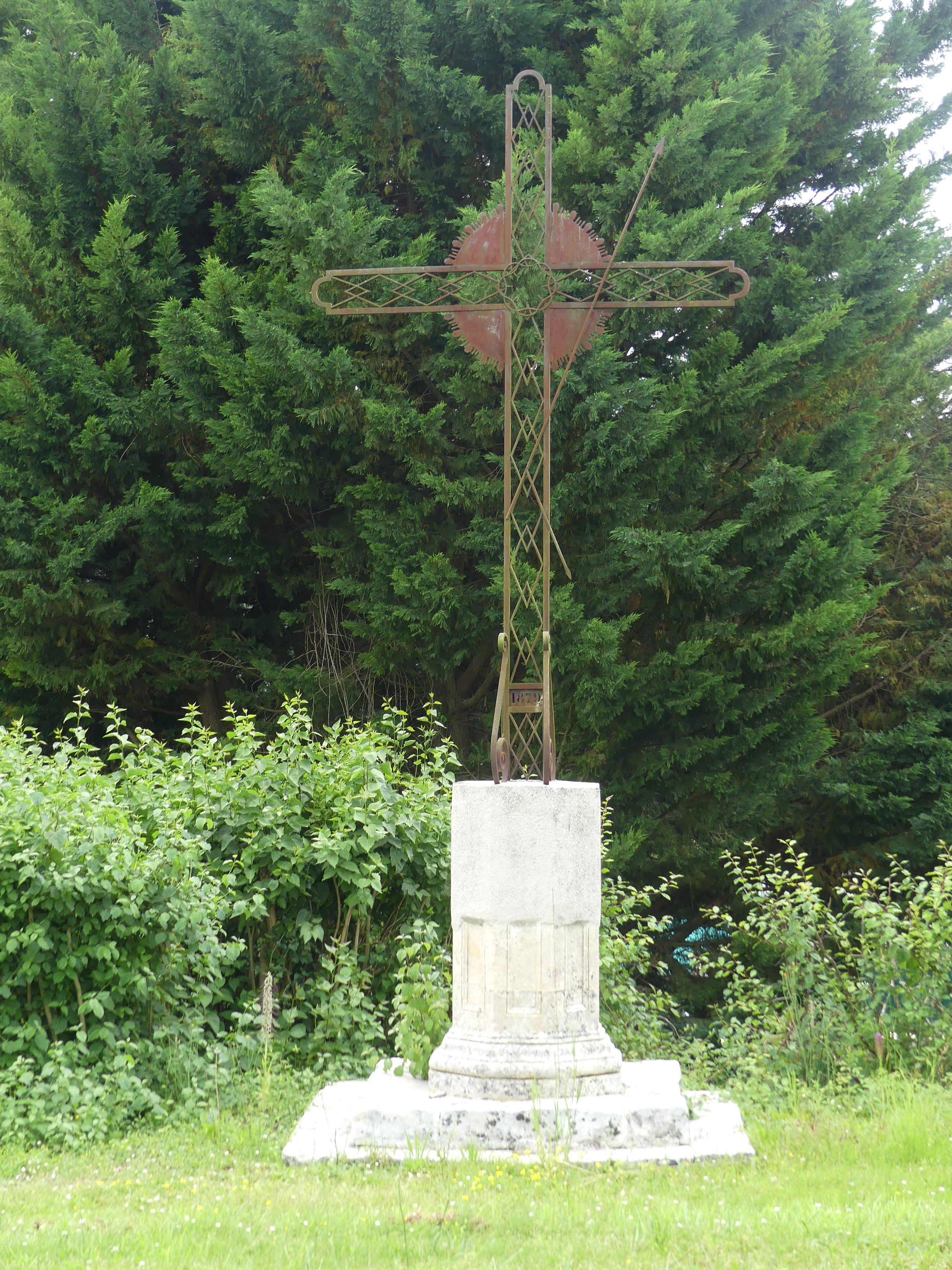
Croix à côté de l'église de Sénézelles.
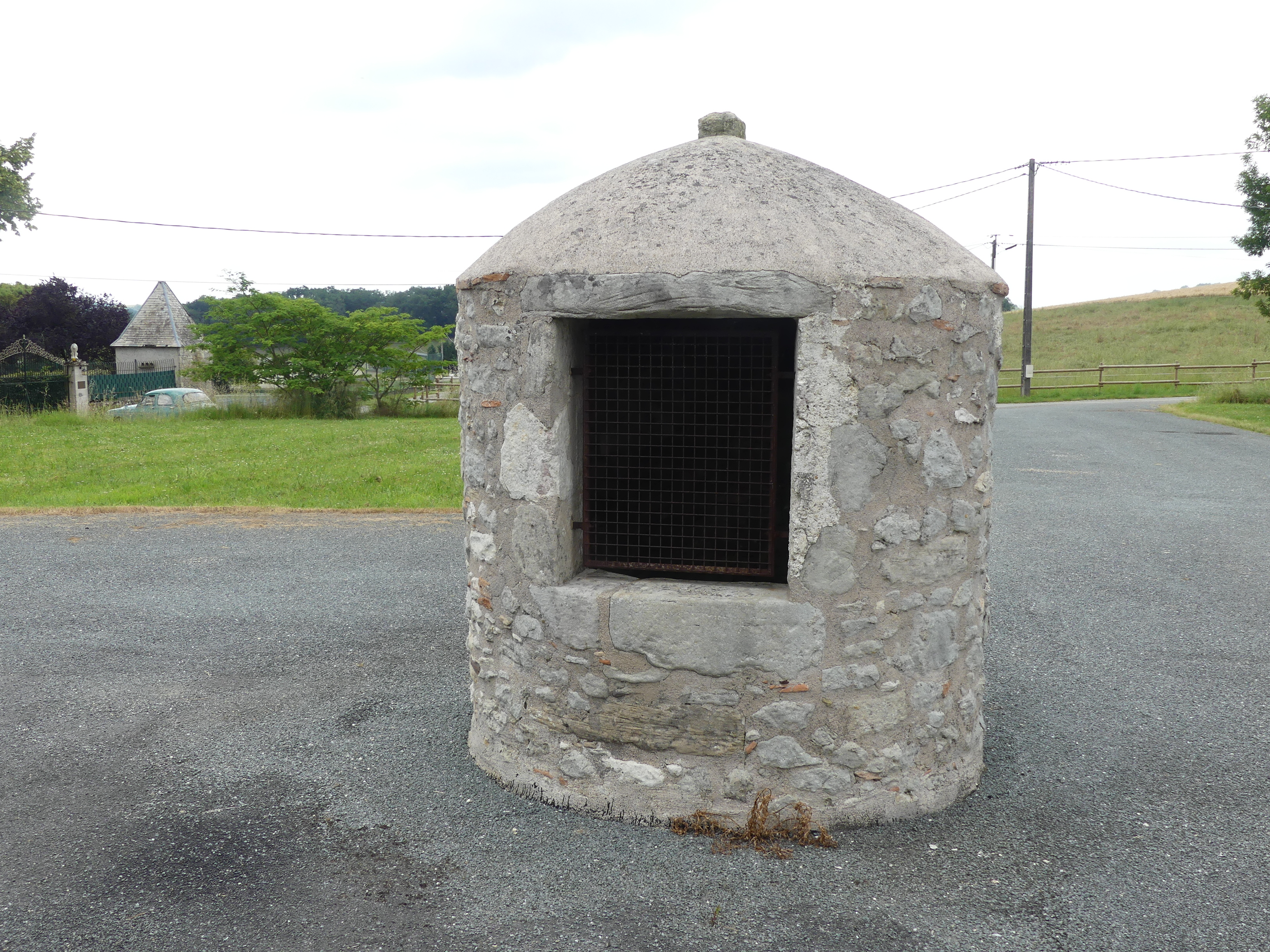
Puits à côté de l'église de Sénézelles.
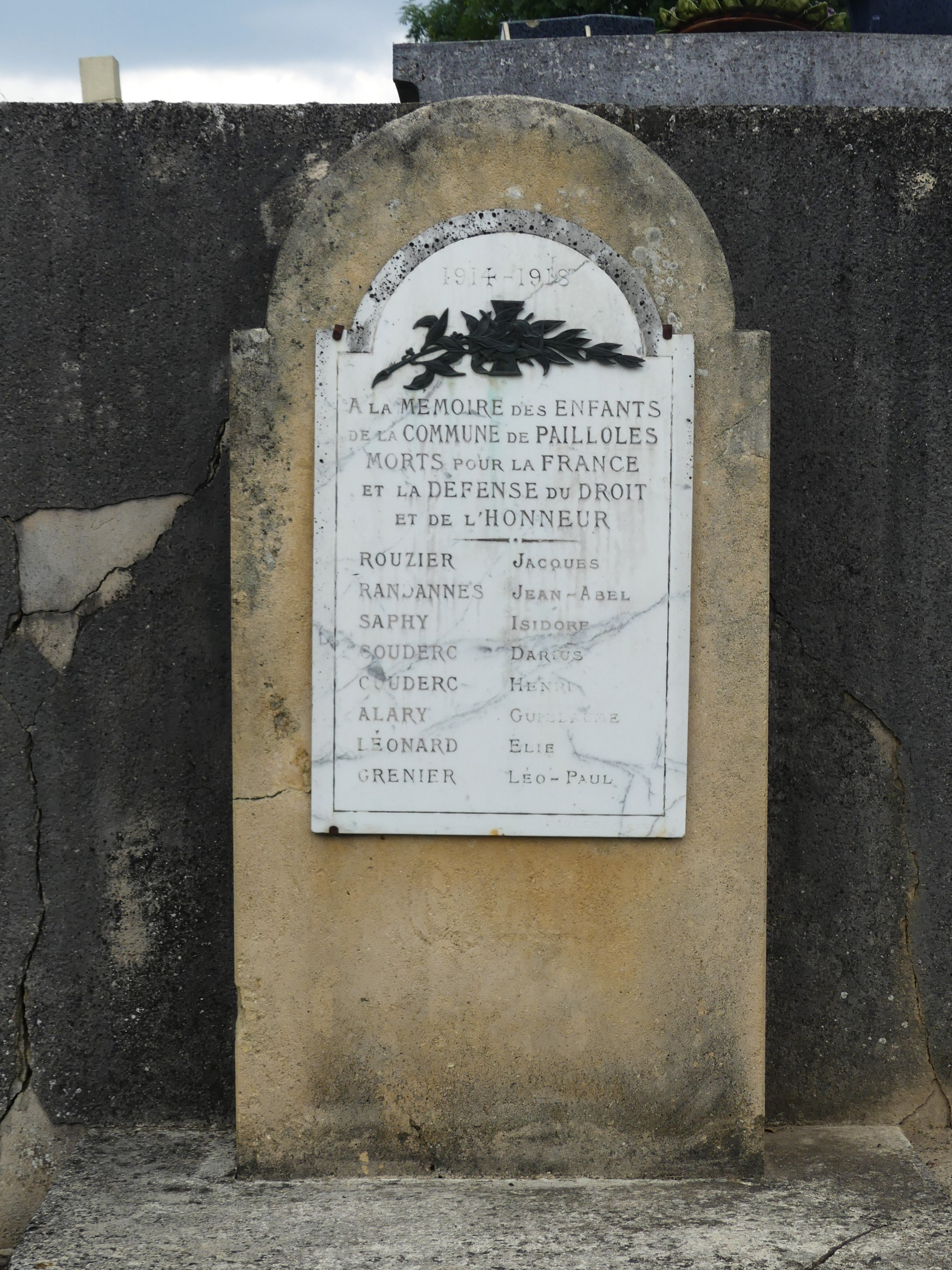
Le monument aux morts.